# Kim Sung-Sook
Kim Sung-Sook es una deportista surcoreana que compitió en taekwondo. Ganó una medalla de plata en el Campeonato Asiático de Taekwondo de 1992, en la categoría de –55 kg.

## Palmarés internacional
| Campeonato Asiático | Campeonato Asiático    | Campeonato Asiático | Campeonato Asiático |
| Año                 | Lugar                  | Medalla             | Categoría           |
| ------------------- | ---------------------- | ------------------- | ------------------- |
| 1992                | Kuala Lumpur (Malasia) | Medalla de plata    | –55 kg              |